# 土岐頼芸
土岐 頼芸（とき  / よりのり/ よりあき / よりなり / よりよし）は、戦国時代の美濃国の守護大名。土岐政房の次男。
土岐氏当主で兄の頼武及びその子の頼純の嫡流と対立し、美濃国とその周辺国を巻き込んだ争乱の末に、土岐氏当主となり、美濃守護となった。しかし、後に家臣の斎藤道三により美濃国から追放された。

## 生涯
文亀2年（1502年）に土岐政房の子として生まれる。この当時の美濃国内では、重臣の斎藤家が守護代・斎藤利国の戦死により衰退し、代わってその庶流の長井家が台頭するなど、斎藤家中は不安定な情勢であった。
斎藤家だけではなく守護土岐家にも暗雲が漂っていた。土岐政房は次男の頼芸を溺愛して長男の頼武の廃嫡を考えるようになり、小守護代・長井長弘、長井新左衛門尉（斎藤道三の父）らを頼芸派に巻き込んだ。長男の頼武側でも守護代・斎藤利良の支持を受けたことにより対立して、家督争いから永正14年（1517年）には合戦となったものの、頼芸側は敗れた。
永正15年（1518年）に再び合戦となり、前守護代・斎藤彦四郎の助力も得て勝利した頼芸側が、頼武を越前国へ追放し、頼武側の勢力を一掃した。永正16年（1519年）、朝倉孝景の支援を得た頼武側は美濃に侵攻し、頼芸側を敗走させた。頼武が美濃守護の座を頼芸から奪うことで情勢は一旦は決着した。
頼芸は大永5年（1525年）に政権奪取を企てて再び挙兵し、美濃守護所の福光館を占拠した。享禄3年（1530年）には頼武を再び越前国に追放し、「濃州太守」と呼ばれて実質的な守護となった。その後、後ろ盾であった斎藤長弘、長井新左衛門尉らが相次いで死去したが、新左衛門尉の子・長井規秀（後の斎藤道三）を重用し、勢力保持を図ったとされる。
天文4年（1535年）6月、父の十七回忌を執り行い、自らの正統性を国内に宣言した。すると外戚の朝倉氏どころか六角氏らの加勢を得た、兄の後継の甥・頼純との対立は激化し戦火は美濃全土へ広がった。同年7月1日、新たな守護所であった枝広館が長良川洪水で流され、稲葉山の麓に移った。なお、同年6月22日、第12代将軍・足利義晴の執奏により、修理大夫に任官され、翌天文5年（1536年）、勅許により美濃守に遷任されて正式に守護の座に就いた。
同じ頃、対立関係の六角定頼から娘を娶って六角氏と和睦した頼芸は、美濃争乱の収束化に成功し、天文8年（1539年）には頼純との間に和議が成立した。天文10年（1541年）、重臣の斎藤道三が頼芸の弟・頼満を毒殺する事件が起こり、これ以降は道三との仲が険悪となり、次第に対立することになった。
天文11年（1542年）、頼純の籠もる大桑城が落城し、鷺山城へ移る。またこの年、頼芸は子の頼次ともども道三により尾張国へ追放された。
頼芸は尾張国の織田信秀の支援を得て、越前国で朝倉孝景の庇護下にいた頼純と連携し守護の座に復帰するが、まもなく天文15年（1546年）、道三と孝景が和睦し、その和睦の条件が頼芸の守護退任であったため、頼芸は守護の座を頼純に明け渡した。さらに天文17年（1548年）、信秀と道三が和睦したことによって後盾を失い、天文21年（1552年）頃、再び道三に追放され、妹の嫁ぎ先である近江国の六角氏、続いて実弟の治頼がいる常陸国に寄寓し、この時治頼に系図や家宝を譲り渡したという。次いで上総国の一族の土岐為頼（万喜為頼）を頼り、後に甲斐国の武田氏の相談役を務めたこともあり、美濃出身で土岐氏出自とされる快川紹喜に招かれ身を寄せる。この間に病によって失明する。
この間に大勢力となっていた織田信秀の子の織田信長による甲州征伐の際、武田氏に庇護されていた頼芸が発見された。頼芸の旧臣でもあり当時織田麾下であった稲葉一鉄のはからいで美濃国に戻り、半年後の天正10年12月4日（1582年12月28日）に死去したといわれている。享年81。

## 逸話
- 文化人としても知られ、幾つもの書画を書き残している。特に鷹の絵を得意とし、彼の描いた鷹の絵は「土岐の鷹」として珍重されている。また同じく鷹の絵を得意とした一族の画家の土岐冨景、土岐洞文と同一人物と推定される。頼芸の孫で頼次の子の土岐頼高も同じく鷹の絵を得意とし、後に豊臣秀吉に仕え、ついで徳川義直の御伽衆になっている。
- 道三の子で、後に稲葉山城主となる斎藤義龍の生母・深芳野は頼芸の愛妾で、享禄元年（1528年）に頼芸から道三に下賜されている。翌享禄2年（1529年）に義龍が生まれている出生時期や、道三と義龍が義絶していることから、義龍を頼芸の実子とする説もあるが、これは江戸時代の創作であるともいわれている。
- 子のひとり大圓は父祖の追福のために、三河国宝飯郡広石村（現愛知県豊川市御津町）に真宗大谷派寺院、等光寺を創建。1609年に神田旅籠町（現千代田区外神田）に移転し、明暦の大火によって浅草へと移転した[6]。歌人の土岐善麿は大圓の子孫にあたる。